# Satrapie
Satapria este o provincie a mezilor antici sau a persanilor din Imperiul Ahemenid, precum și a succesorilor lor, cum ar fi Imperiul sasanizilor și imperiile elenistice.
Satrap (persană: سا تراپ) era numele dat guvernatorilor acestor provincii, numite satrapii. Cuvântul satrap este, de asemenea, des utilizat în literatura modernă pentru a se referi la unii lideri ai lumii sau la guvernatorii care sunt puternic influențati de superputerile lumii sau hegemoniilor unde aceștia acționeză ca niște marionete ale acestora.

## Etimologie
Cuvântul satrap are rădăcini din limba avestică și este asemănător cu Kshatrapa, un cuvânt din limba sanscrită. În persana veche este xšaθrapāvan (adică protector al provinciei), din xšaθra (tărâm sau provincie) și Pavan (protector). În limba greacă, cuvântul a fost pronunțat ca σατράπης, satrápēs, și a fost romanizat satrapes, din persană veche xšaθrapā(van)). În limba persană modernă acest cuvânt ar fi evoluat în mod natural la شهربان (shahrbān) (literalmente înseamnă deținător al orașului) (شهر Shahr însemnă oraș, iar بان ban înseamnă deținător). Cuvântul este probabil, în cele din urmă, derivat din indo-persana veche. 